# 지도리역
지도리역(일본어: 千鳥駅)은 일본 후쿠오카현 고가시에 있는 규슈 여객철도 가고시마 본선의 역이다.

## 역 구조 및 승강장
상대식 승강장 2면 2선을 가지는 지상역으로 선상 역사를 가진다. 규슈 교통기획이 역 업무를 행하는 업무위탁역으로, 발권 창구가 설치되어 있다.
| 1 | ■ 가고시마 본선 | (상행) | 고쿠라 · 모지코 방면          |
| 2 | ■ 가고시마 본선 | (하행) | 하카타 · 구루메 · 오무타 방면 |

## 역 주변
- 고가 자동차 학교
- TSUTAYA 고가 점

## 역사
- 1991년 9월 30일 : 개업.
- 2000년 2월 19일 : 자동 개찰기 도입.
- 2009년 3월 1일 : IC카드 SUGOCA의 사용을 개시.
- 2011년 2월 25일 : 동쪽 입구 완설 증료, 역 구내 4기의 엘리베이터 설치, 화장실 개장.

## 인접 역
| 가고시마 본선       | 가고시마 본선 | 가고시마 본선      |
| ------------------- | ------------- | ------------------ |
| 후쿠마 모지 항 방면 | ■ 쾌속 · 보통 | 고가 가고시마 방면 |